# Barrio Rawson

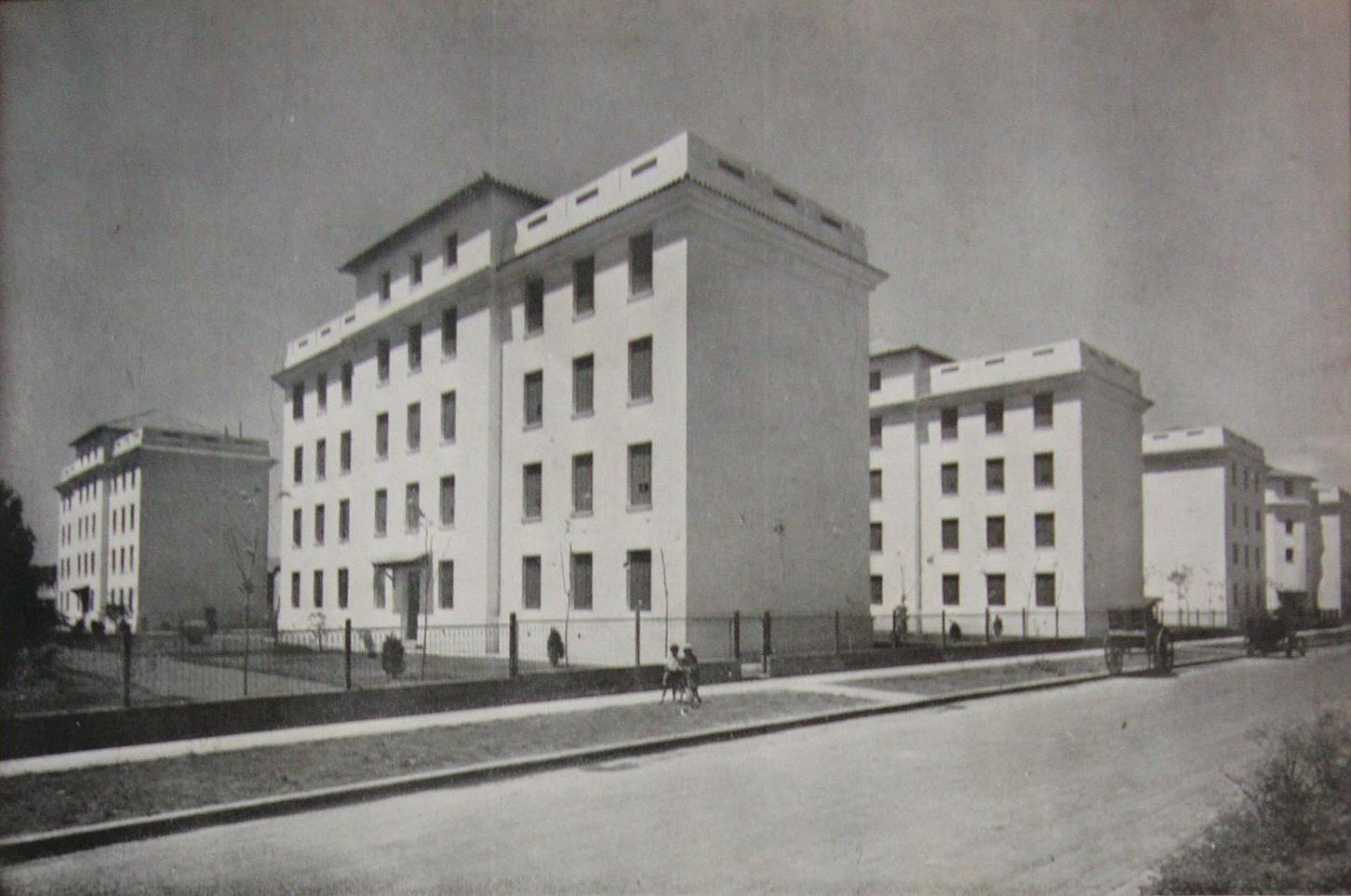
Edificios del barrio

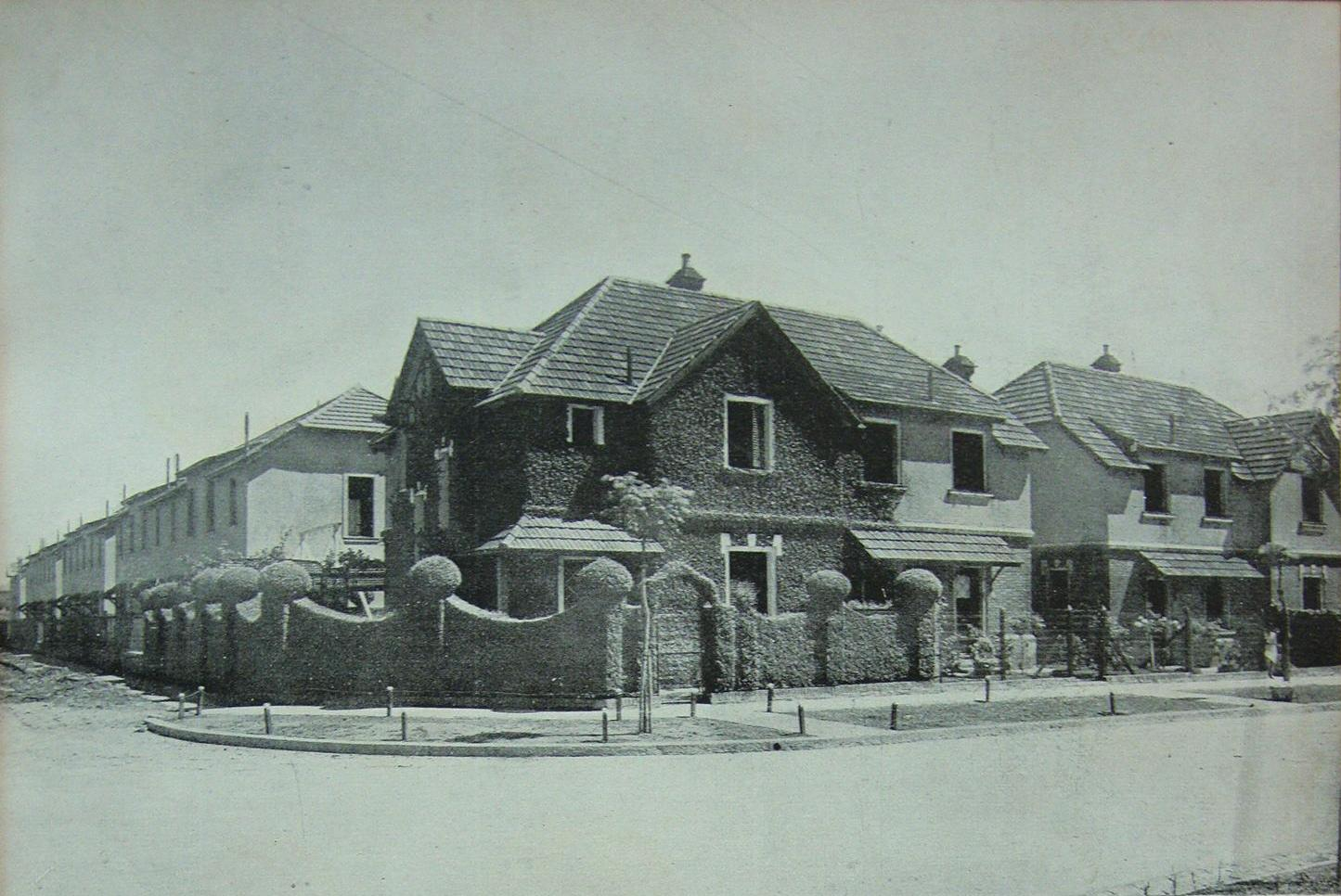
Casas del barrio

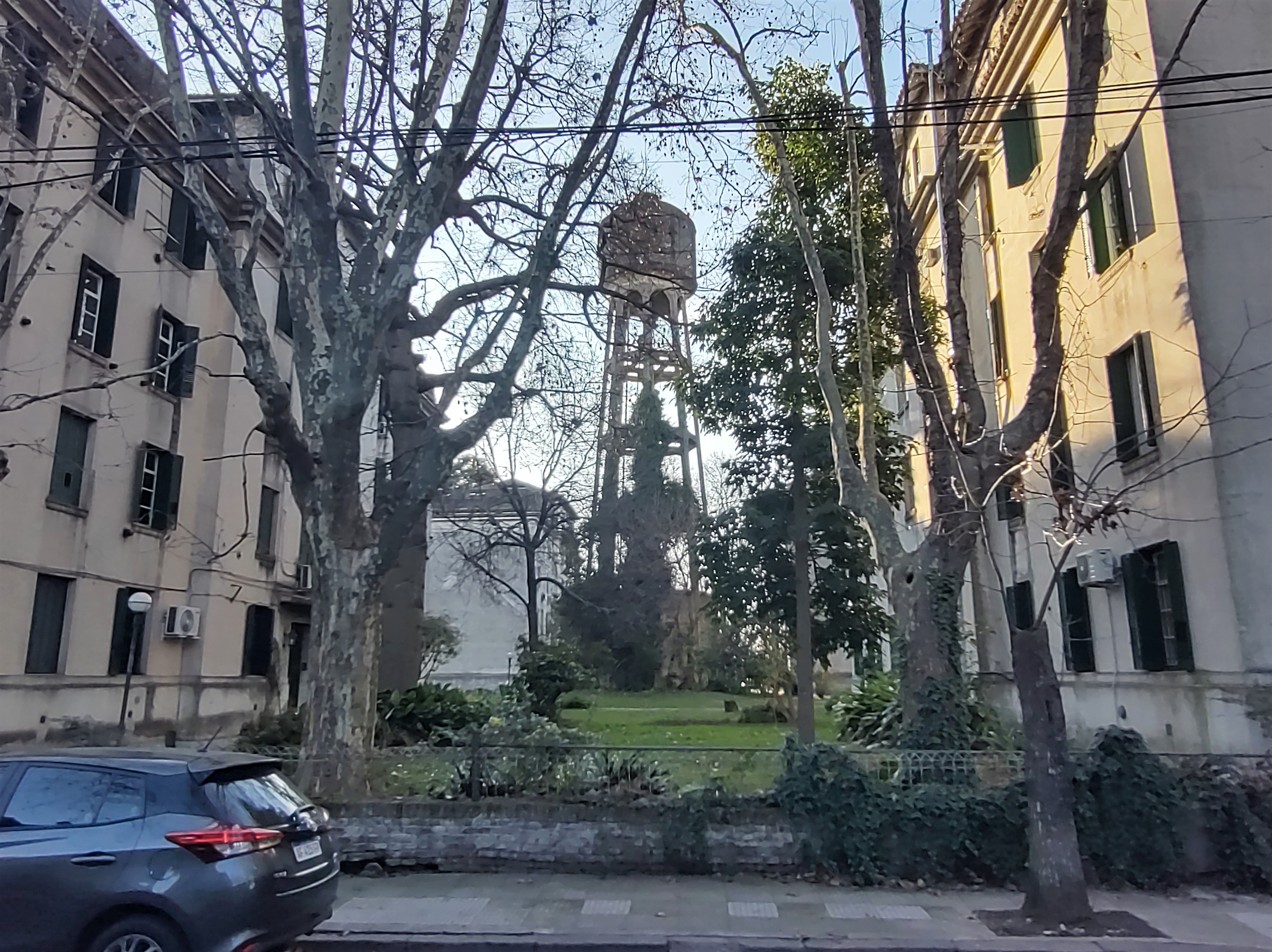
Edificios en la actualidad

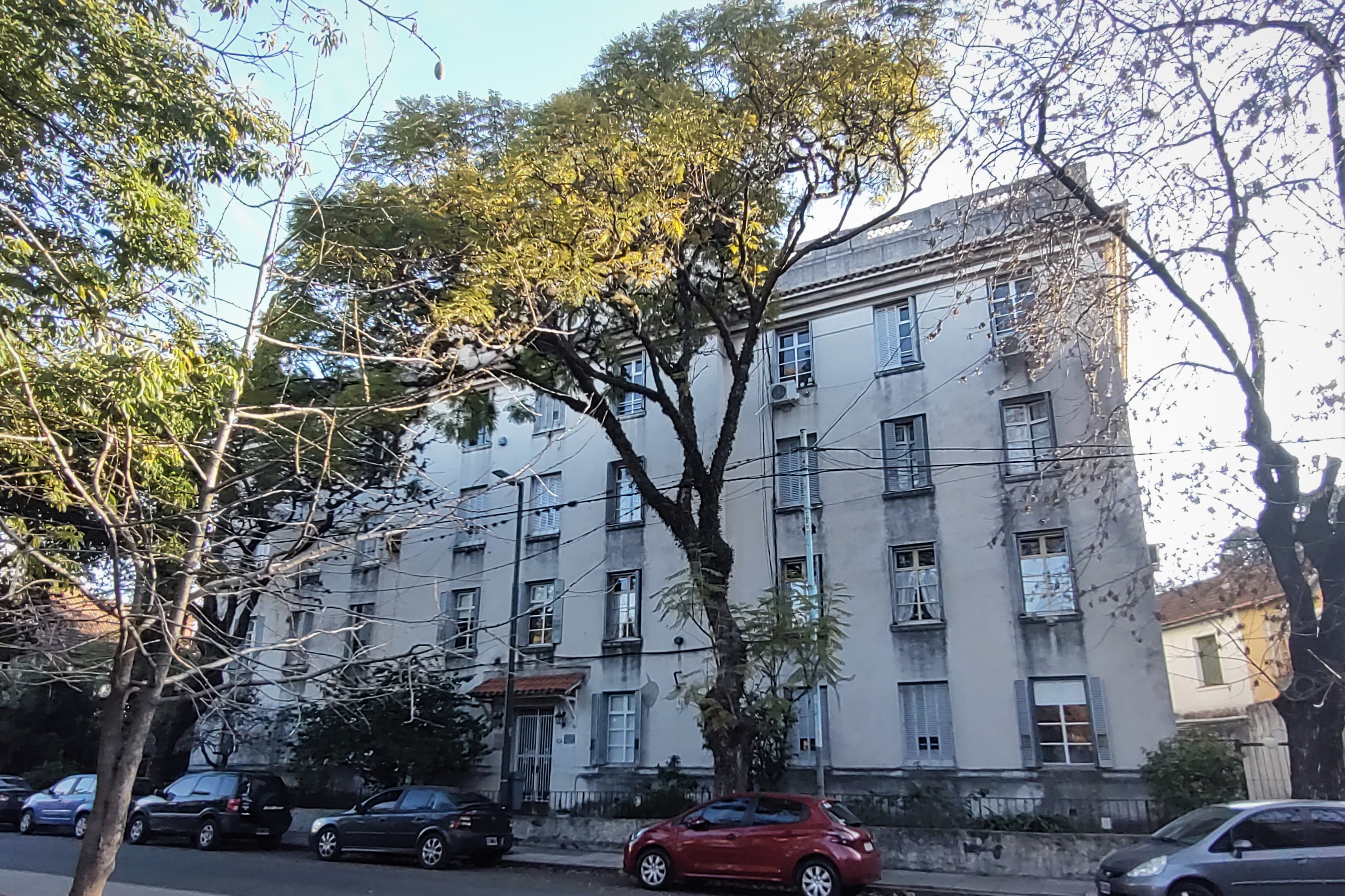
Edificio donde vivió Cortazar

El Barrio Parque Guillermo Rawson es un conjunto de viviendas construido en el barrio de Agronomía, en la ciudad de Buenos Aires, Argentina. Es considerado uno de los barrios no oficiales que no se encuentran entre los 48 reglamentados en 1972. Denominado con este nombre en honor al doctor Guillermo Rawson, eximio en la medicina e impulsor del higienismo en los hospitales. 
Fue uno de los proyectos de barrios planificados por la Comisión Nacional de Casas Baratas (CNCB), un organismo estatal creado por la Ley Nacional Nº 9677 en 1915, iniciativa del diputado cordobés Juan F. Cafferata. Se construyó entre 1928 y 1930 y se inauguró en 1934.

## Historia
Estuvo compuesto originalmente por dos sectores diferenciados. Por un lado, un conjunto de 9 edificios de departamentos de planta baja y 3 pisos altos distribuidos dentro de un parque. Por el otro, 104 casas individuales sobre un trazado de pasajes en una superficie de contorno triangular, entre las calles Julio Cortázar (antes Espinosa), Tinogasta y Zamudio. Los departamentos se distribuyeron de a 8 por edificio (en total son 72), contando con hall, comedor, 3 dormitorios, living, cocina y patio cubierto. Las casas unifamiliares contaron con una sala común, 4 dormitorios, baño, cocina, lavadero y despensa. 
Al comienzo de la construcción del barrio las primeras 30 casas se construyeron sobre la calle Tinogasta. Cada una de ellas estaba asignada con su propio número y están rodeadas parcialmente por un jardín, disponían de una sala común 4 dormitorios baño cocina despensa y lavadero. 
Además, el barrio posee una plaza de uso público con un gran tanque de provisión de agua. Casi en el medio del polígono triangular donde convergen sus calles nos encontramos con la plazoleta Carlos de la Púa. Funcionando como pulmón del barrió, invita a permanecer en el lugar y apreciar de su vegetación.
El pasaje 2 de Abril se denominó Inglaterra hasta la Guerra de Malvinas.

## Homenaje a Cortázar
En este barrio vivió el escritor Julio Cortázar hasta que en 1951 se marchó a París, y en homenaje a él, la calle Espinosa ahora lleva su nombre. También hay una placa en uno de los 9 edificios mencionados, el de la calle Artigas 3246 frente a la plaza Carlos de la Púa, donde el escritor habitó.

## Ubicación
El barrio se encuentra emplazado entre los barrios Villa del Parque, Parque Chas y Chacarita.
El terrenos se encierra en un polígono asemejado a un triángulo con un pequeño pulmón en el medio. Dándole la espalda a la Universidad de Agronomía de la UBA y por el frente la Av San Martin.